# M/V Godafoss
M/V Godafoss är ett Antigua och Barbuda-registrerat containerfartyg byggt i Danmark 1995.

## Grundstötningen utanför Fredrikstad 2011
Den 17 februari 2011 gick Godafoss på Kvernskjærgrundet mellan Asmaløy och Kirkøy (59°2′24″N 10°58′23″Ö / 59.04000°N 10.97306°Ö) på väg ut från Fredrikstad. Vid grundstötningen skadades två av fartygets bränsletankar vilket medförde att olja började läcka ut i havet. Totalt finns cirka 800 ton tjockolja ombord. De två skadade tankarna är placerade midskepps och innehåller vardera 250 ton tjockolja. Ingen i besättningen skadades allvarligt vid olyckan.